# Lenca

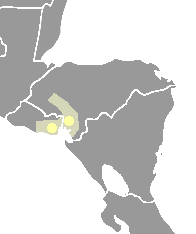
Distribució de les llengües lenca

El lenca o llengües lenca són una petita família de dues llengües de Centreamèrica, parlades anteriorment al Salvador i Hondures i actualment extintes (a pesar que els respectius grups ètnics lenques superen les 37 mil i les 100.000 persones).

## Aspectes històrics, socials i culturals

### Distribució
Cap al segle xvi, les llengües lenca ocupaven el sud, centre i oest d'Hondures i l'orient d'El Salvador fins al riu Lempa. Els departaments d'Olancho i El Paraíso van ser poblats tardívolament per pobles lenques. El domini del lenca limitava a l'oest amb el pipil, al nord amb el tolupán, al sud amb el sumo i al sud-oest amb el cacaopera.

### Extinció
En la dècada de 1970, a Chilanga, es va trobar un parlant de lenca salvadorenc. En la dècada de 1990, es van trobar alguns semiparlants de lenca hondureny. Es pressuposa que la llengua està molt probablement extinta, i com a molt és possible que existeixin alguns ancians amb algun coneixement o memòria de la llengua, però és molt improbable que puguin trobar-se parlants que parlin la llengua amb fluïdesa.

## Classificació
Històricament la majoria de lingüistes, seguint Lehman (1920) consideraven que existia algun parentiu amb les llengües xinca, encara que l'evidència en favor d'això era més aviat escassa. Recentment A. Constenla (2002, 2005) basant-se en el mètode comparatiu va aconseguir provar el parentiu de les llengües lenca amb les llengües misumalpa i el d'aquestes al seu torn amb les llengües txibtxes.

### Llengües de la família
La família lenca està formada per aquestes dues llengües:
- Lenca salvadorenc a Chilanga i Potó (dialecte principal: potón)
- Lenca hondureny a Intibuca, Opatoro, Guajiquiro, Similatón (ara departament de Cabañas), i Santa Elena. (dialectes: cerquín, care, lenca, kolo)

Per a estats els llengües Swadesh va estimar per mètodes glotocronològics uns 20 segles de separació, per la qual cosa les seves diferències són comparables a les de les llengües romàniques.

## Comparació lèxica
Encara que Campbell (1979) identifica algunes correspondències entre el lenca salvadorenc i el lenca hondureny, assenyala que no existeix una reconstrucció completa de la fonologia del proto-lenca. La següent llista conté alguns cognats entre ambdues llengües:
| GLOSSA    | Lenca salvadorenc | Lenca hondureny |
| --------- | ----------------- | --------------- |
| pel       | alah              | aša             |
| aigua     | wal               | waš             |
| sal       | ʦʼepe             | sepe            |
| cap, oïde | -tokoro           | to(ho)ro        |
| escoltar  | en-(gin)          | en-(gin)        |
| colpejar  | maš-              | maš-            |
| llenya    | ša                | šak             |
| sandàlia  | wati              | waktik          |
| casa      | tʼaw              | taw             |
| mà        | košaka            | gulal           |
| boca      | in-ʦʼaʦʼa         | in              |

L'anterior llista conté algunes correspondències fonètiques no trivials com /l/-/š/ i /ʦʼ/-/s/ endemés d'altres trivials com /š/-/š/, /p/-/p/, /t/-/t/, /k/-/k/, /m/-/m/, /n/-/n/, /s/-/s/, /y/-/y/ y /w/-/w/.